# Route nationale 801a
Die N801A war eine französische Nationalstraße, die schon 1858 als Seitenast der N13 festgelegt wurde. Sie verlief von Cherbourg über Tourlaville zum Fort des Flamands. 1933 wurde sie aber erst nummeriert und dabei auf die N801 und N801A aufgeteilt. 1971 wurde sie zur Kommunalstraße.